# Wayne Pygram

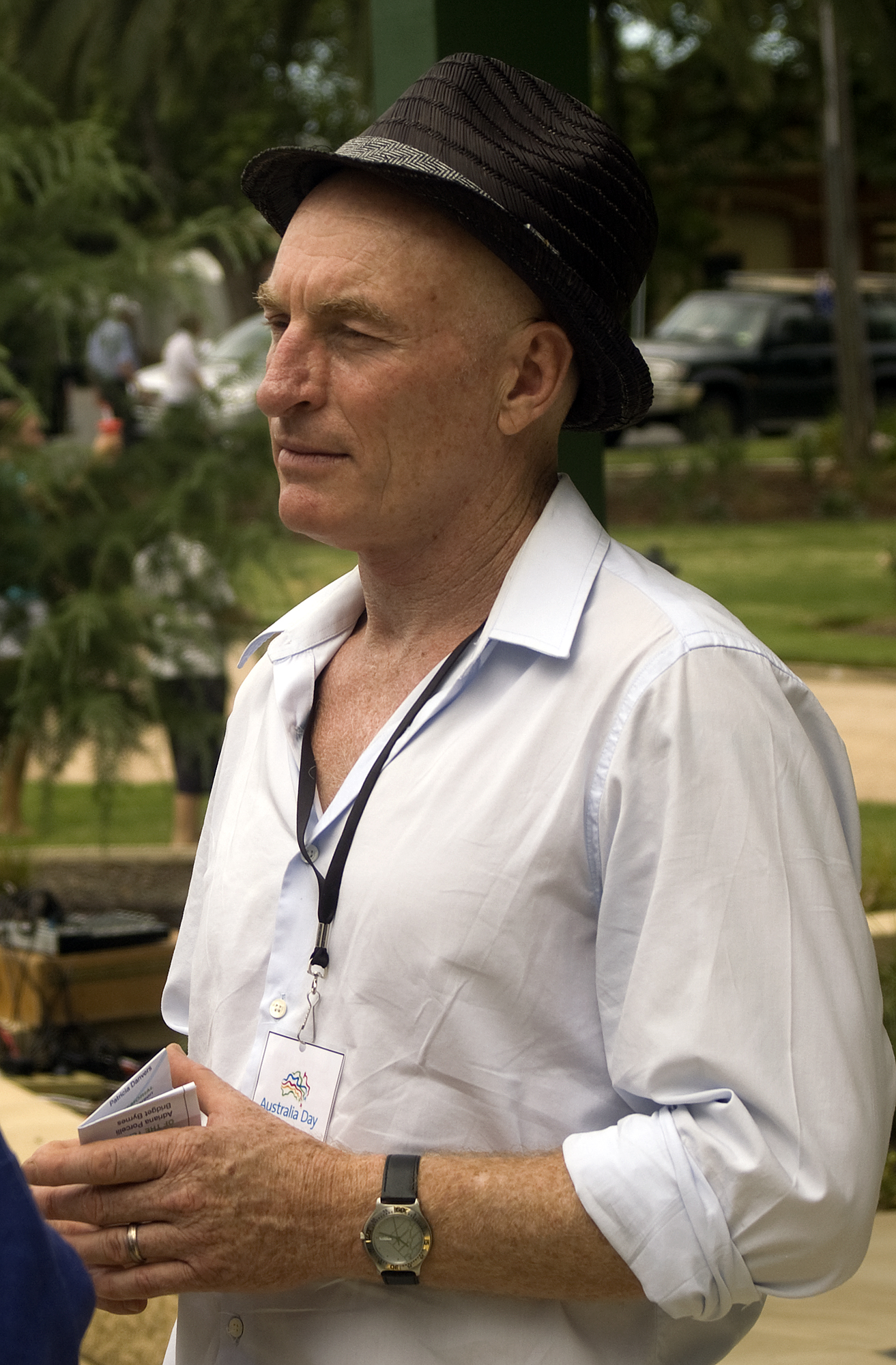
Wayne Pygram (2011)

Wayne Pygram (* 13. Oktober 1959 in Cootamundra Shire als Wayne Pigram) ist ein australischer Schauspieler und Regisseur, der durch die Rolle des Scorpius in der Science-Fiction-Fernsehserie Farscape bekannt wurde.

## Biografie
Pygram ist neben seinem Wirken als Schauspieler auch in der Theaterwelt bekannt. Er ist Gründungsmitglied der New Moon Theatre Company, der New Nimrod Company und der Riveria Theatre Company. Auch außerhalb Australiens ist er für seine intensive Arbeit an Shakespeare-Stücken bekannt.
Erstmals zu sehen war Pygram 1985 in Lauf dich warm von Regisseur Bruce Best. Danach trat er immer wieder mit Nebenrollen auf. Mit Farscape und der Nachfolgeserie Farscape: The Peacekeeper Wars gelang ihm der Durchbruch, 2005 wurde er für die Rolle des Willhuff Tarkin in Star Wars: Episode III – Die Rache der Sith engagiert. Er übernahm so die Rolle des inzwischen verstorbenen Peter Cushing, der Tarkin 28 Jahre zuvor verkörpert hatte. In der Fernsehserie Lost stellte er Isaac of Uluru dar.
Pygram spielt in der Band Signal Room Schlagzeug, in der auch Anthony Simcoe Mitglied ist, der ebenfalls in Farscape mitwirkte.

## Filmografie
- 1985: Lauf dich warm (Warming Up)
- 1988: The First Kangaroos
- 1989: Farewell to the King
- 1991: Rückkehr zur blauen Lagune (Return to the Blue Lagoon)
- 1993: Hammers Over the Anvil
- 1993: The Custodian
- 1997: Doing Time for Patsy Cline
- 1998: The Day of the Roses
- 1999–2004: Farscape (Fernsehserie)
- 2004: Farscape: The Peacekeeper Wars
- 2005: Star Wars: Episode III – Die Rache der Sith (Star Wars: Episode III – Revenge of the Sith)
- 2008: Heatstroke – Insel der Aliens (Heatstroke)